# ليو (مغني)
ليو / ليو هو مغني كوري جنوبي بدأ مسيرته الفنيه عام 2012 ، هو مغني وصوت أساسي وعضو بفرقة فيكس وممثل مسرحي موسيقي وعارض ازياء وكاتب اغاني.
اسم شركة التسجيلات: جيليفيش انترتيمنت
لمجموعات الموسيقية: فيكس(منذ 2012) vixx LR (منذ 2015 )

## وصلات خارجية
- ليو على موقع ميوزك برينز (الإنجليزية)